# Luigi Castelletti
Luigi Castelletti, né le 6 juillet 1948 à Vérone en Vénétie, est un coureur cycliste italien, professionnel de 1970 à 1977.

## Palmarès
- 1968
  - Coppa Città di San Daniele
- 1969
  -  Champion d'Italie sur route amateurs
  - Tour de Lombardie amateurs
- 1974
  - 2e du Tour du Frioul

## Résultats sur les grands tours

### Tour de France
3 participations
- 1972 : 85e
- 1975 : 81e
- 1977 : hors délai (17e étape)

### Tour d'Italie
6 participations
- 1970 : 93e
- 1971 : abandon (5e étape)
- 1974 : abandon (22e étape)
- 1975 : 66e
- 1976 : 83e
- 1977 : 117e